# Edmond Audran
Edmond Audran por Pierre Petit,
Biblioteca Nacional da França
Vista da sepultura.
Achille Edmond Audran (Lyon, 12 de abril de 1840 – Tierceville, 17 de agosto de 1901) foi um compositor francês mais conhecido por suas várias operetas que alcançaram sucesso internacional, incluindo: Les noces d'Olivette (1879), La Mascotte (1880), Gillette de Narbonne (1882), La cigale et la fourmi (1886), Miss Helyett (1890), e La poupée (1896).
Após o sucesso inicial de Audran em Paris, suas obras se tornaram também uma presença regular no teatro West End de Londres, em adaptações que Audran supervisionava. La Mascotte foi o seu maior sucesso entre seus muitos trabalhos.

## Juventude e carreira
Audran nasceu em Lyon, filho de Marius-Pierre Audran (1816-1887), que teve uma carreira como tenor na Opéra-Comique. Estudou música na École Niedermeyer com o mestre Jules-Laurent Duprato, onde ganhou o prêmio de composição em 1859. Em 1861, sua família mudou-se para Marselha, onde seu pai aceitou o cargo de professor de canto, tornando-se posteriormente diretor do conservatório.
Lá, Audran tornou-se organista da igreja de São José, para a qual escreveu músicas religiosas incluindo, em 1873, uma missa que também foi executada em Paris, na igreja de Santo Eustáquio. Audran fez sua primeira aparição como compositor dramático em Marselha com L'Ours et le Pacha (1862), uma versão musical de um dos vaudevilles de Eugène Scribe. Este foi seguido por La Chercheuse d'Esprit (1864), uma ópera cômica, também produzida em Marselha. Entre as composições de Audran está uma marcha fúnebre sobre a morte de Giacomo Meyerbeer, que foi executada com algum sucesso; algumas canções no dialeto provençal, incluindo La cour d'amour (Marselha, 1881), e várias peças sacras. Ele produziu uma missa (Marselha, 1873), um oratório, La sulamite (Marselha, 1876), Adoro te, um moteto (Paris, 1882) e várias obras menores, mas é conhecido quase que exclusivamente como compositor de ópera cômica.

## Operetas
Enquanto ainda estava em Marselha, Audran escreveu meia dúzia de operetas, sendo a mais famosa delas Le grand mogol (1877), com libreto de Henri Chivot e Alfred Duru. Ele chegou a revisá-la para uma produção em Paris, em 1884. Em 1879 se mudou para Paris, "onde inicialmente ocupou um quarto humilde em um sótão", mas logo prosperou com o sucesso de Les noces d'Olivette (1879), que teve " uma enorme popularidade”. O trabalho rapidamente encontrou o seu caminho para Londres (como Olivette), em uma tradução inglesa feita por Henry Brougham Farnie, e foi apresentada por mais de um ano no Royal Strand Theatre (1880-1881). O crítico da Pall Mall Gazette, prevendo "um brilhante e duradouro sucesso", escreveu: "Bizet em sua Carmen não foi tão bem sucedido na captura da atmosfera da Andaluzia, quanto foi Audran em atribuir a Les Noces d'Olivette a atmosfera da Provença".
Após Audran se mudar para Paris, a maioria de suas peças de teatro estreou lá antes de ser apresentada no exterior, mas quatro de suas obras foram estreadas em outros lugares: La paradis de Mahomet (Bruxelas, 1887), Photis (Genebra, 1896), Indiana (Manchester, 1886) e La reine des reines (Estrasburgo, 1896). Em Paris, o sucesso de La Mascotte (1880) foi tão grande que o intendente do Théâtre des Bouffes-Parisiens e Audran firmaram um contrato de cinco anos, segundo o qual Audran não poderia compor para nenhum outro teatro de Paris. Audran trabalhou com um grande número de libretistas, mas seus colaboradores mais frequentes foram Maxime Boucheron, Chivot, Duru e Maurice Ordonneau.
A música de Audran teve a mesma aceitação na Inglaterra como na França, e à exceção de uns poucos trabalhos foram feitas adaptações para o inglês em teatros de Londres. As mais bem sucedidas de muitas óperas cômicas de Audran foram: Le grand mogol (Marselha, 1877; Paris, 1884; Londres, como The Grand Mogul, 1884 com libreto de Farnie, estrelado por Florence St. John, Fred Leslie e Arthur Roberts; Nova York como The Snake Charmer, 1881); La Mascotte (Paris, 1880; Nova York, 1881; Londres, como The Mascotte, 1881 com um libreto por Farnie, e elenco incluindo Lionel Brough e Henry Bracy); Gillette de Narbonne (Paris, 1882; Londres, como Gillette, 1883, libreto por Savile Clarke, com música adicional de Walter Slaughter e Hamilton Clarke); La cigale et la fourmi (a cigarra e a formiga) (Paris, 1886; Londres, como La Cigale, 1890; versão inglesa por F. C. Burnand, estrelando Geraldine Ulmar, Eric Lewis e Brough); Miss Helyett (Paris, 1890; Londres, como Miss Decima, 1891, libreto por Burnand); e La poupée (Paris, 1896; Londres, 1897, libreto por Arthur Sturgess, estrelando Courtice Pounds e Willie Edouin).

## Últimos anos e morte
Durante seus últimos anos, Audran sofreu de doença mental e física e foi forçado se afastar da sociedade parisiense. Morreu em Tierceville, na costa norte da França aos 61 anos de idade.

## Avaliação crítica
De acordo com a Encyclopædia Britannica de 1911, Audran foi um dos melhores sucessores de Jacques Offenbach. "Ele tinha um pouco do humor de Offenbach, mas sua música é distinguida por uma elegância e um refinamento da forma que a eleva acima do nível da ópera bufa para os confins de uma verdadeira ópera cômica. Ele foi um fértil se não um melodista muito original, e sua orquestração é cheia de variedades, sem ser indiscreta ou vulgar. Muitas de suas óperas, La Mascotte em particular, revelam um grau de musicalidade que raramente é associado com as produções efêmeras da ópera cômica".
Poucos trabalhos de Audran foram gravados, mas um conjunto francês de La Mascotte foi lançado em 1957.

## Principais obras
- La Chercheuse d'esprit[19] (1864)
- Adieux à l'Hirondelle (1875)
- Le Grand Mogol (1877)
- Les Noces d'Olivette (1879)
- La Mascotte (1880)
- Gillette de Narbonne[20] (1882)
- Les Pommes d'or (1883)
- La Dormeuse éveillée (1883)
- Serment d'amour (1886)
- La Cigale et la fourmi (1886)
- La Fiancée des verts poteaux (1887)
- Le Puits qui parle (1888)
- La Petite Fronde (1888)
- La Fille à Cacolet (1889)
- L'Œuf rouge (1890)
- Miss Helyett (1890)
- L'Oncle Célestin (1891)
- Article de Paris (1892)
- La Sainte Freya (1892)
- Madame Suzette (1893)
- Mon Prince (1893)
- L'Enlèvement de la Toledad (1894)
- La Duchesse de Ferrare (1895)
- La Poupée (1896)
- Monsieur Lohengrin (1896)
- Les Petites Femmes (1897)
- Les Sœurs Gaudichard (1898)